# کلمبوس (آرکانزاس)
کلمبوس (به انگلیسی: Columbus) یک منطقهٔ مسکونی در ایالات متحده آمریکا است که در شهرستان همپستد، آرکانزاس واقع شده‌است. کلمبوس ۱۳۲٫۸۹ متر بالاتر از سطح دریا واقع شده‌است.